# Сенат

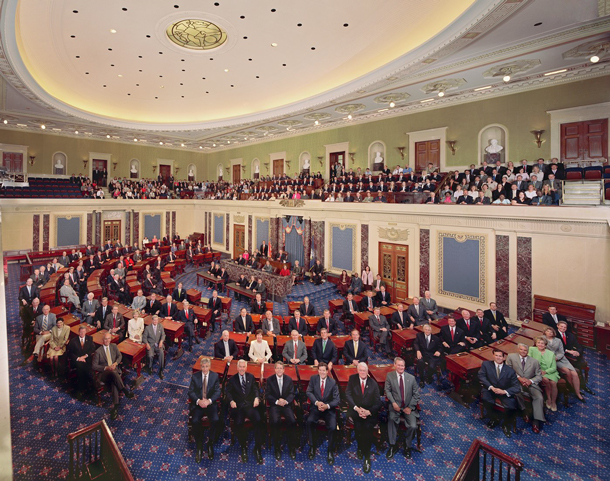
Сенат США.

Сена́т (лат. senātus; от лат. senex, дословно — «старик») — один из высших органов государственной власти, часто верхняя палата законодательного собрания (парламента).
В некоторых государствах и странах сенатом называют отделения в составе высших судебных инстанций. Членов сената называют «сенаторами». Происхождение слова связано с одной из древнейших форм социального устройства, в которой власть принадлежала племенным старейшинам, а посему термин «сенат», как правило, трактуется, как «совет старейшин». Название «сенат» вошло в мировой обиход вслед за сенатом Древнего Рима, основанным около VIII века до н. э. и прекратившим свою деятельность в VI веке н. э. В Византийской империи сенат, под названием «синклит», существовал до её разгрома крестоносцами (1204 год).

## Сенаты в разных государствах и странах

### Исторические
- Римский сенат:
  - Сенат — один из высших государственных органов в Древнем Риме[2].
  - Сенат Римской Республики, восстановленной в 1143 году Арнольдом Брешианским.
- Сенат в Польше:
  - Сенат Речи Посполитой — верхняя палата парламента с 1569 года по 1795 год.
  - Сенат Царства Польского — одна из палат Сейма Царства Польского с 1815 года по 1831 год.
  - Сенат Польши — верхняя палата парламента с 1922 года по 1946 год.
- Сенат в России — высший государственный орган в Российской империи, подчинённый императору[3][1].
- Сенат в Турции:
  - Сенат республики — верхняя палата парламента с 1961 года по 1982 год.
- Сенат во Франции:
  - Охранительный сенат — высший законодательный орган с 1799 года по 1814 год.
  - Сенат (Вторая империя) — высший законодательный орган с 1852 года по 1870 год.

### Современные
- Сенат аргентинской нации (исп. Senado de la Nación Argentina) — верхняя палата Национального конгресса Аргентины.
- Сенат Австралии (англ. Australian Senate) — верхняя палата австралийского парламента.
- Сенат (Багамы)[пол.] — верхняя палата парламента Содружества Багамских Островов.
- Сенат Барбадоса[англ.] (англ. Senate of Barbados) — верхняя палата парламента Барбадоса.
- Сенат Белиза[англ.] (англ. Senate of Belize) — верхняя палата парламента Белиза.
- Сенат Бельгии (фр. Sénat de Belgique) — верхняя палата бикамерального федерального парламента Бельгии.
- Сенат Берлина (нем. Senat von Berlin) — правительство земли Берлин во главе с правящим бургомистром.
- Палата сенаторов Боливии (исп. Cámara de Senadores) — верхняя палата парламента Боливии.
- Сенат Бурунди — верхняя палата парламента Бурунди.
- Сенат Бразилии (порт. Senado Federal do Brasil) — верхняя палата парламента Федеративной Республики Бразилия.
- Сенат Габона (порт. Le Sénat du Gabon) — верхняя палата парламента Габонской Республики.
- Сенат Гаити[фр.] (порт. Le Sénat de Haïti) — верхняя палата парламента Республики Гаити.
- Сенат Гренады — верхняя палата парламента Гренады.
- Сенат Доминиканской Республики[англ.] — верхняя палата парламента Доминиканской Республики.
- Сенат Зимбабве (англ. Senate of Zimbabwe) — верхняя палата парламента Республики Зимбабве.
- Сенат Иордании (араб. مجلس الأعيان‎, Мажлис аль-Айаян) — верхняя палата парламента Иордании.
- Сенат Ирландии — верхняя палата парламента Ирландии.
- Сенат Испании (порт. Senado de España) — верхняя палата Генеральных Кортесов (парламента Испании).
- Сенат Италии (итал. Senato della Repubblica) — верхняя палата итальянского парламента.
- Сенат Парламента Республики Казахстан (каз. Қазақстан Республикасы Парламентінің Сенаты) — верхняя палата парламента Республики Казахстан.
- Сенат Камбоджи (кхмер. Protsaphea) — верхняя палата парламента Королевства Камбоджа.
- Сенат Канады (англ. Senate of Canada, фр. Sénat du Canada) — одна из трёх составляющих парламента Канады наряду с монархом (представленным генерал-губернатором) и палатой общин.
- Сенат Колумбии (исп. Senado de la República de Colombia) — верхняя палата парламента Республики Колумбия.
- Сенат Демократической Республики Конго — верхняя палата парламента Демократической Республики Конго.
- Сенат Республики Конго — верхняя палата парламента Республики Конго.
- Сенат Лесото — верхняя палата парламента Королевства Лесото.
- Сенат Либерии[англ.] (англ. Senate of Liberia) — верхняя палата парламента Республики Либерия.
- Сенат Мадагаскара[англ.] — верхняя палата парламента Республики Мадагаскар.
- Сенат Малайзии[англ.] — верхняя палата парламента Малайзии.
- Палата сенаторов Мексики (исп. Cámara de Senadores/Senado) — верхняя палата парламента Мексиканских Соединённых Штатов.
- Сенат Нигерии (англ. Senate of Nigeria) — верхняя палата парламента Федеративной Республики Нигерия.
- Сенат Пакистана — верхняя палата парламента Пакистана.
- Сенат Палау — верхняя палата парламента Республики Палау.
- Сенат Парагвая[англ.] — верхняя палата парламента Республика Парагвай.
- Сенат Польши — верхняя палата польского парламента с 1989 года.
- Сенат России — неофициальное название верхней палаты Федерального Собрания Российской Федерации (Совета Федерации)[4].
- Сенат Руанды[англ.] (англ. Senate of Rwanda) — верхняя палата парламента Республики Руанда.
- Сенат Румынии (рум. Senatul României) — верхняя палата парламента Румынии.
- Сенат Сент-Люсии — верхняя палата парламента Сент-Люсии.
- Сенат Сенегала[фр.] (фр. Le Sénat du Sénégal) — верхняя палата парламента Республики Сенегал.
- Сенат Таиланда (тайск. วุฒิสภาไทย) /Wutthisapha Thai/; дословно: Совет Старейшин Таиланда; ранее тайск. "พฤฒิสภาไทย" /Phruetthisapha Thai/ с тем же самым значением) — верхняя палата парламента Королевства Таиланд.
- Сенат Олий Мажлиса Республики Узбекистан (узб. O'zbekiston Respublikasi Oliy Majlis Senati) — верхняя палата парламента Республики Узбекистан.
- Палата сенаторов Уругвая (исп. Cámara de Senadores) — верхняя палата парламента Республики Восточного побережья реки Уругвай.
- Сенат Фиджи — верхняя палата парламента Республики Островов Фиджи.
- Сенат Филиппин (филипп. Senado ng Pilipinas) — верхняя палата парламента Республики Филиппины.
- Сенат Финляндии (фин. Suomen senaatti) — первоначально законодательный и судебный орган Великого княжества Финляндского, позднее — правительство независимой Финляндии.
- Сенат Франции (фр. Sénat) — верхняя палата современного парламента Франции, одна из ветвей законодательной власти.
- Сенат США (англ. the United States Senate) — верхняя палата Конгресса США.
- Сенат Парламента Чешской республики (чеш. Senát Parlamentu České republiky) — верхняя палата Парламента Чехии.
- Сенат Чили — верхняя палата парламента Республики Чили.
- Сенат Эсватини (англ. Senate of Eswatini) — верхняя палата парламента Королевства Эсватини.
- Сенат ЮАР[англ.] (англ. Senate of South Africa), Национальный совет провинций — верхняя палата Парламента Южно-Африканской Республики в.
- Сенат Ямайки — верхняя палата парламента Ямайки.